# Eva Grossberg
Eva Grossberg (* 2. Oktober 1924 in Sommerhausen; † 14. September 2014 ebenda) war eine deutsche Malerin, Grafikerin und Designerin.

## Leben

### Herkunft und berufliche Tätigkeit
Eva Grossberg war die älteste Tochter von Carl Grossberg, dem international bedeutenden Industriemaler aus der Zeit der Neuen Sachlichkeit; ihre Mutter war die Musikerin Tilde geb. Schwarz. Eva Grossberg absolvierte 1943 ihr Abitur in Heidelberg an der Elisabeth-von-Thadden-Schule und leistete danach (1943/1944) ein Jahr Arbeitsdienst im Elsass. 1944 bis 1945 studierte sie in Weimar an der Hochschule für Baukunst und Bildende Künste Bühnenbild. Ab 1945 arbeitete sie als freie Malerin im Sommerhäuser Atelier ihres bereits 1940 verstorbenen Vaters. Von 1947 bis 1989 war sie tätig als Produkt- und Innendesignerin der Firma Bahlsen. Sie gestaltete über 250 Luxus- und Geschenkdosen, die heute als Sammlerobjekte hoch gehandelt werden, entwarf die Dekorationen im Hannoveraner Stammhaus und prägte weltweit die Ausstattung der Firmengebäude. Von 1961 bis 1971 war sie außerdem verantwortlich für alle grafischen Arbeiten der Porzellanmanufaktur Fürstenberg.

## Veröffentlichungen
- „Was bleibt, ist sein Werk“. In: Carl Grossberg. Retrospektive zum 100. Geburtstag. DuMont, Köln 1994, ISBN 3-7701-3366-8, S. 8–31.
- Der blaue Pavian. Inventionen. Bilder contra torrentem. KunstSCHÄTZEVerlag, Gerchsheim 2011, ISBN 978-3-934223-34-9.